# سمكة قشر التنين
سمكة قشر التنين أو رعاس ذو قشر التنين (الاسم العلمي Stomias boa boa)، سمكة بحرية من الرعاس وفصيلة الرعاسيات. وهي سمكة متوسطة القد. أعطانها أغلب بحار العالم الاستوائية والمعتدلة الحرارة، ما عدا شمال المحيط الهادي وشمال غرب المحيط الأطلسي. تعيش في أعماق البحار السحيقة.